# Trindade (Pernambuco)
Trindade es un municipio brasileño del estado de Pernambuco. Administrativamente, el municipio está formado por el distrito sede, y por los poblados: Saco Verde, Mangueira, Bonita, y casas de campo vecinas. Tiene una población estimada al 2020 de 30 816 habitantes.

## Historia
La formación de este municipio se inició a mediados del siglo XIX, cuando llegó al lugar el Capitán Manoel Felix Monteiro a fines de 1830, rico señor que vino de la ciudad de Monteiro (Paraíba). Tras residir en las inmediaciones del río Pajeú en la ciudad de Flores, se mudó para el Sertón del Araripe, por ser tierra fértil propicia para ganadería y la agricultura. Compró tierras a los señores Desidório Ferreira, Manoel Pereira, Antônio Barbosa, Raimundo Pereira y Matias Pereira. Esas tierras eran denominadas sítio Baixo y Sítio Patí, este último se encuentra localizado en el municipio de Ouricuri.
El municipio de Trindade recibió tres nombres antes de ser desglosado del municipio de Araripina. El primero fue “Feria do Toco”, ese nombre fue dado en homenaje a primera feria realizada en el municipio en 1948, ya que el terreno tenía varios troncos. Algunas personas también acostumbraban llamarla de “Feria do Pau”. El segundo nombre dado fue “Espírito Santo”, por ser localizada en las proximidades de una laguna (existente hasta hoy) con ese nombre. Por esta misma laguna fue escogido el Patrono de esta capilla: Divino Espíritu Santo. El tercer nombre fue escogido con la emancipación política, debido a una ley que prohibía una ciudad tener el nombre de algún Estado. La independencia política aconteció el 20 de diciembre de 1963 y el nombre dado al municipio fue Trindade (Trinidad), en alusión a la Santísima Trinidad.
El yeso comenzó a ser comercializado en los años 1950, con la apertura de la primera mina, perteneciente al Grupo Itaú. En el inicio sólo se comercializaba la roca bruta. Con el pasar de los años fueron surgiendo otras minas que pasaron a exportar la piedra para varios Estados. En la década de 1970 implantaron la primera fábrica de yeso calcinado, después surgieron otras. En 1980 la población tuvo gran crecimiento. Con el surgimiento de las industrias de yeso, comenzaron las inmigraciones, en 1993 la ciudad ya contaba con 18.000 habitantes.
El comercio en gran medida depende directa e indirectamente de la comercialización del mineral, que hoy es exportada para todas las regiones de Brasil, sea como roca bruta, calcinado, placas o bloques, siendo usado también en la fabricación de cimento, fertilizante, en la construcción civil, en la producción de obras de arte, etc. La región produce ek 95% de la producción nacional de yeso, con 2,5 millones de toneladas anuales.